# Bollywood Movie Award/Lebenswerk
Der Bollywood Movie Award Lifetime Achievement ist eine Kategorie des jährlichen Bollywood Movie Awards für indische Filme in Hindi.

## Liste der Preisträger
| Jahr | Gewinner                        |
| ---- | ------------------------------- |
| 1999 | kein Preis                      |
| 2000 | kein Preis                      |
| 2001 | kein Preis                      |
| 2002 | Jeetendra                       |
| 2003 | Hema Malini                     |
| 2004 | Rajesh Khanna                   |
| 2005 | Vyjayantimala und Shammi Kapoor |
| 2006 | Rajesh Khanna und Zeenat Aman   |
| 2007 | Asha Parekh                     |